# Драмми, Шина
Ши́на Дра́мми (англ. Sheena Drummie) — шотландская кёрлингистка.
В составе женской команды Шотландии участница чемпионата мира 1988 (заняли девятое место). Чемпионка Шотландии среди женщин.
Играла на позиции первого.

## Достижения
- Чемпионат Шотландии по кёрлингу среди женщин: золото (1988).

## Команды
| Сезон   | Четвёртый       | Третий         | Второй      | Первый      | Турниры                      |
| ------- | --------------- | -------------- | ----------- | ----------- | ---------------------------- |
| 1987—88 | Кристин Эллисон | Маргарет Скотт | Кимми Браун | Шина Драмми | ЧШЖ 1988 · ЧМ 1988 (9 место) |

(скипы выделены полужирным шрифтом)